# Heimatkunst
Heimatkunst (hembygdskonst) var en tysknationalistisk, litterär riktning, med höjdpunkt kring 1890–1910, inom den mer omfattande så kallade völkische Bewegung (folkliga rörelsen).
Anhängarna såg sig gärna som del av en rörelse, varför den även kallas Heimatkunstbewegung (hembygskonströrelsen). Den uppstod som en reaktion på den samtida naturalismens litteratur och vad man uppfattade som dekadent, intellektualiserande storstadslitteratur, och man sökte en litteratur som uppfattades mer folklig och förankrad i hembygd och natur.
Med sin starkt antimodernistiska, nationalistiska, etnocentriska och antisemitiska hållning, ses Heimatkunst som en föregångare till Nazitysklands Blut und Boden-litteratur, och vissa verk inom Heimatkunst kom av nazi-regimen att få rangen av statskonst. Två ledargestalter inom Heimatkunst var Adolf Bartels och Friedrich Lienhard, varav Bartels framstod som den mest betydande teoretikern.

## Några betydande verk
- Julius Langbehn – Rembrandt als Erzieher (1890)
- Heinrich Sohnrey – Der Bruderhof (1897)
- Gustav Frenssen – Jörn Uhl (1901)
- Adolf Bartels – Heimatkunst. Ein Wort zur Verständigung (1902)
- Hermann Löns – Der Wehrwolf (1910)